# Sowers and Reapers
Sowers and Reapers er en amerikansk stumfilm fra 1917 af George D. Baker.

## Medvirkende
- Emmy Wehlen som Annie Leigh
- George Christie som Earle Courtney
- Frank Currier som James Courtney
- Peggy Parr som Sadie Jones
- Harry Davenport som Henry Ainsworth